# 디아블로 (2003년 영화)
《디아블로》(A Man Apart)는 미국에서 제작된 F. 게리 그레이 감독의 2003년 범죄, 액션, 드라마, 스릴러 영화이다. 빈 디젤 등이 주연으로 출연하였고 터커 툴리 등이 제작에 참여하였다.

## 출연

### 주연
- 빈 디젤

### 조연
- 라렌즈 테이트
- 티모시 올리펀트
- 지노 실바
- 재클린 오브라더스
- 스티브 이스틴

## 기타
- Line PD: 마이클 넬슨
- 공동제작: 조지 작
- 미술: 아이다 랜덤
- 의상: 샤운 바튼
- 배역: 제인 젠킨스
- 배역: 자넷 허쉔슨